# 마이크 존슨 (1972년)
마이크 존슨(Mike Johnson, 본명: 제임스 마이클 존슨, James Michael Johnson, 1972년 1월 30일 ~ )은 2023년 10월 25일부터 제56대 미국 하원 의장을 맡고 있는 미국 변호사이자 정치인이다. 공화당 (미국) 의원인 그는 네 번째 하원 임기를 앞두고 있다. 2017년부터 루이지애나의 4번째 의회 선거구를 대표했다.
존슨은 루이지애나 주립 대학교의 폴 M. 허버트 법률 센터를 졸업했다. 정계에 입문하기 전 그는 개인 변호사로 일했으며 보수적인 기독교 법률 옹호 단체인 ADF(Alliance Defending Freedom)에서 변호사로 일했다. 존슨은 2004년부터 2012년까지 남침례교단 윤리 및 종교자유위원회 위원으로 활동했다.
존슨의 정치 경력은 2015년 루이지애나주 하원의원으로 선출되면서 시작되었다. 2017년까지 그 기관에서 봉사했다. 2016년에 루이지애나의 4번째 의회 지구를 대표하도록 처음 선출되었다. 의회에 재직하는 동안 그는 하원과 법정에서 2020년 대통령 선거 결과에 대해 이의를 제기했다. 사회 보수주의자인 존슨은 도브스 결정 이후 낙태 정책이 주정부의 권한이라고 말하기 전에 전국적으로 낙태를 금지하는 법안을 지지했다. 존슨은 2019년부터 2021년까지 의회에서 가장 큰 보수주의자 간부회인 공화당 연구위원회 의장을 맡았다. 2021년부터 2023년까지 하원 공화당 회의의 부의장을 역임했다.
2023년 10월 25일, 케빈 매카시 (정치인)(Kevin McCarthy)가 의장직에서 축출된 후 존슨이 56대 하원의장으로 선출되었다. 2024년에 우크라이나에 600억 달러의 미국 군사 지원을 제공하기 위한 법안 통과를 도왔다.

## 같이 보기
- 신사도적 개혁

## 역대 선거 결과
| 선거명        | 직책명                          | 대수  | 정당   | 득표율   | 득표수    | 결과 | 당락                       |
| ------------- | ------------------------------- | ----- | ------ | -------- | --------- | ---- | -------------------------- |
| 2015년 재선거 | 하원의원 (루이지애나 제8선거구) | 70대  | 공화당 | 단독후보 | 무투표    | 1위  | 루이지애나 주의원 당선     |
| 2015년 선거   | 하원의원 (루이지애나 제8선거구) | 71대  | 공화당 | 단독후보 | 무투표    | 1위  | 루이지애나 주의원 당선     |
| 2016년 선거   | 하원의원 (루이지애나 제4선거구) | 115대 | 공화당 | 65.23%   | 87,370표  | 1위  | 루이지애나주 하원의원 당선 |
| 2018년 선거   | 하원의원 (루이지애나 제4선거구) | 116대 | 공화당 | 64.24%   | 139,326표 | 1위  | 루이지애나주 하원의원 당선 |
| 2020년 선거   | 하원의원 (루이지애나 제4선거구) | 117대 | 공화당 | 60.43%   | 185,265표 | 1위  | 루이지애나주 하원의원 당선 |
| 2022년 선거   | 하원의원 (루이지애나 제4선거구) | 118대 | 공화당 | 단독후보 | 무투표    | 1위  | 루이지애나주 하원의원 당선 |
| 2024년 선거   | 하원의원 (루이지애나 제4선거구) | 119대 | 공화당 | 85.82%   | 262,821표 | 1위  | 루이지애나주 하원의원 당선 |